# Gari

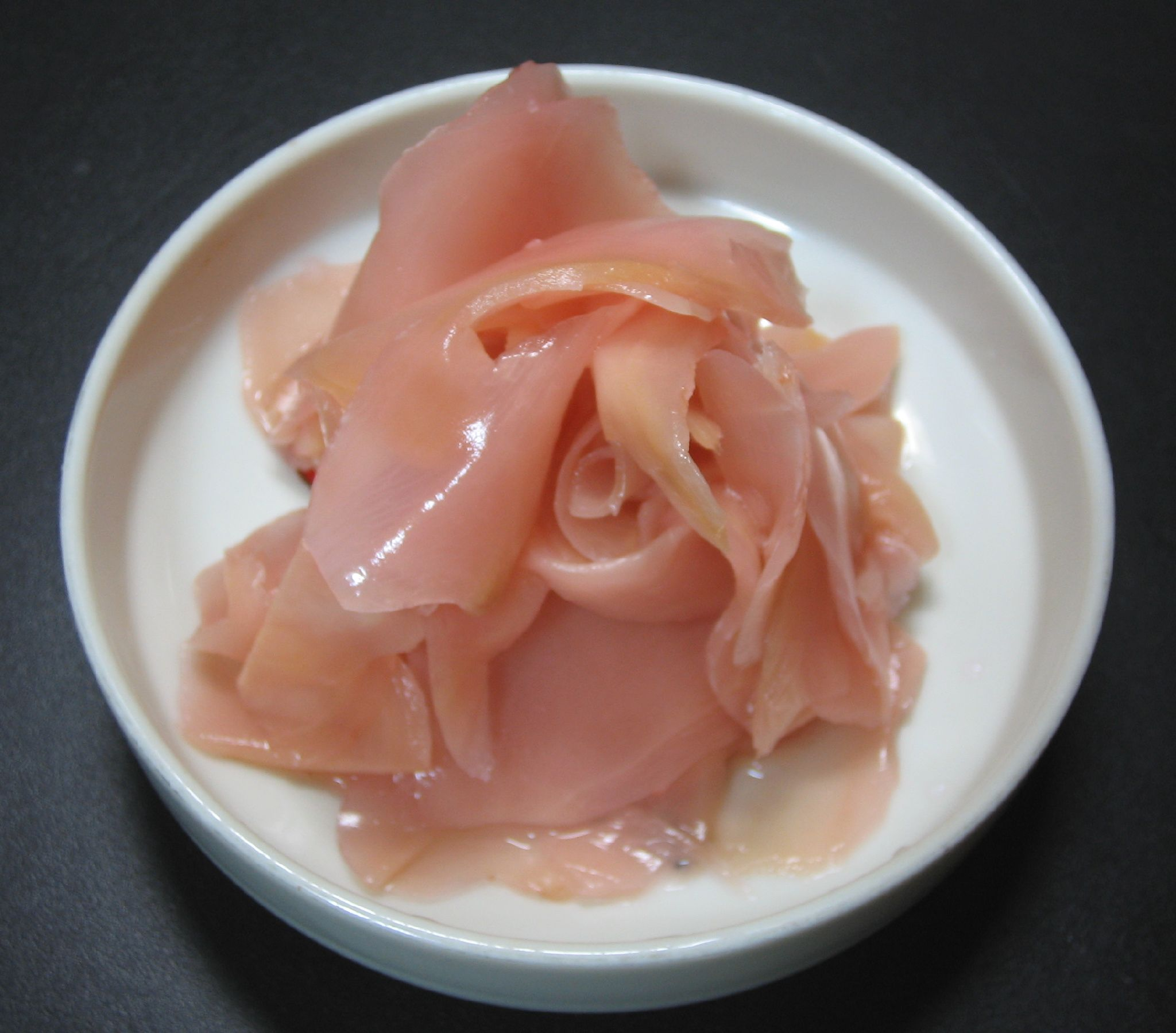
Gefärbter Gari

Gari (japanisch ガリ), eigentlich amazu-shōga (甘酢生姜) oder umezu-shōga (梅酢生姜), ist süß-sauer eingelegter Ingwer, der wegen seines scharfen Aromas in der japanischen Küche beim Verzehr von Fisch und Meeresfrüchten Verwendung findet. Daneben werden ihm auch verdauungsfördernde Eigenschaften nachgesagt. Er ist, wie auch Wasabi und Sojasauce, eine übliche Beilage zu Sushi und in Deutschland auch zu Sashimi.
Zur Herstellung von Gari wird zuerst frischer geschälter Ingwer entweder in Stücke geschnitten, gesalzen, einige Tage ziehen gelassen und dann quer zur Faser in hauchdünne Scheiben geschnitten oder gleich in solche Scheiben geschnitten und leicht gesalzen. Dann wird er kurz blanchiert. Anschließend wird er in einem vorher gekochten Sud aus Reis- oder Pflaumenessig, etwas Wasser und Zucker (mit Reisessig Amazu, mit Pflaumenessig Umezu genannt) eingelegt. Oft erhält er durch die Beigabe von etwas roter Perilla (Shiso) oder Lebensmittelfarbe einen leicht rosa Farbton.